# Acromantis oligoneura
Acromantis oligoneura (лат.) — вид богомолов рода Acromantis из семейства Hymenopodidae (Acromantinae). Встречаются в юго-восточной Азии: Индия, Индонезия (Сулавеси, Суматра, Ява).

## Описание
Мелкие богомолы (около 3 см). Вершина головы с бугорком на вертексе, который меньше, чем у A. insularis. Боковые границы переднеспинки зубчатые. На передних лапках, тазики зубчатые; верхний край бёдер косой, но не горбовидный; более длинные внутренние шипы черноватые и чёрные только на кончиках. На передних ногах тазики с расходящимися внутренними вершинными лопастями; бёдра с верхним краем слегка дугообразным и немного синуированным на вершине. Пронотум латерально с мелкой зубчатостью или бугорками. Средние и задние бёдра с лопастью около вершины.